# Pośrednia Rumanowa Przełęcz
Pośrednia Rumanowa Przełęcz (słow. Prostredné Rumanovo sedlo) – środkowe z trzech siodeł tworzących szeroką Rumanową Przełęcz, oddzielającą od siebie masywy Wysokiej i Ganku w słowackich Tatrach Wysokich. Jest położone w głównej grani Tatr, na wysokości 2290 m, między Zachodnią Rumanową Czubą i Wschodnią Rumanową Czubą. Pozostałymi wcięciami tworzącymi Rumanową Przełęcz są Zachodnia Rumanowa Przełęcz i Wschodnia Rumanowa Przełęcz. Obecnie wszystkie trzy są traktowane jako oddzielne przełęcze. Najniżej położona jest Wschodnia Rumanowa Przełęcz i to ona dawniej nazywana była Rumanową Przełęczą. Od Dolinki Rumanowej pochodzi nazwa Rumanowej Przełęczy.
Jest to niemal poziomy odcinek grani o długości około 15 m z 5-metrowej wysokości igłą skalną we wschodniej części. Zaraz po jej wschodniej stronie jest szczerbinka wcięta w grań na około 2 m. Znajduje się pod płytowym uskokiem Zachodniej Rumanowej Czuby i stanowi właściwą przełęcz. Do Doliny Ciężkiej z przełęczy opada wielka depresja, częściowo o charakterze komina. Do Dolinki Rumanowej skośnie w prawo opada płytka rynna. Około 30 m pod przełęczą zanika, niżej jest trawiasty balkon. Natomiast wprost na dół do Doliny Rumanowej opadają gładkie płyty z zacięciami.
Słowacy grań między Wysoką a Bartkową Turnią w masywie Ganku wraz z Pośrednią Rumanową Przełęczą nazywają Rumanov hrebeň.

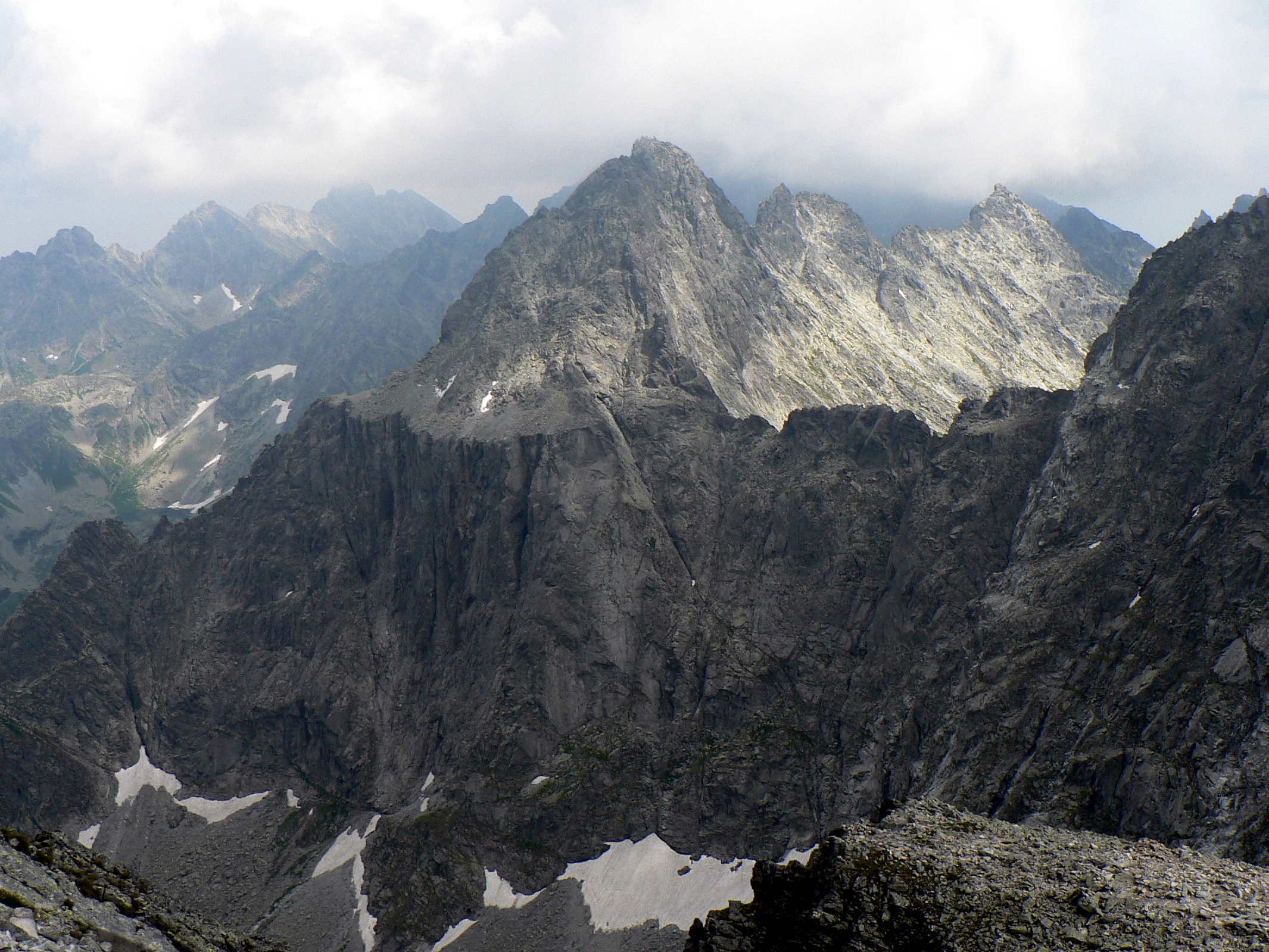
Widok z Rysów
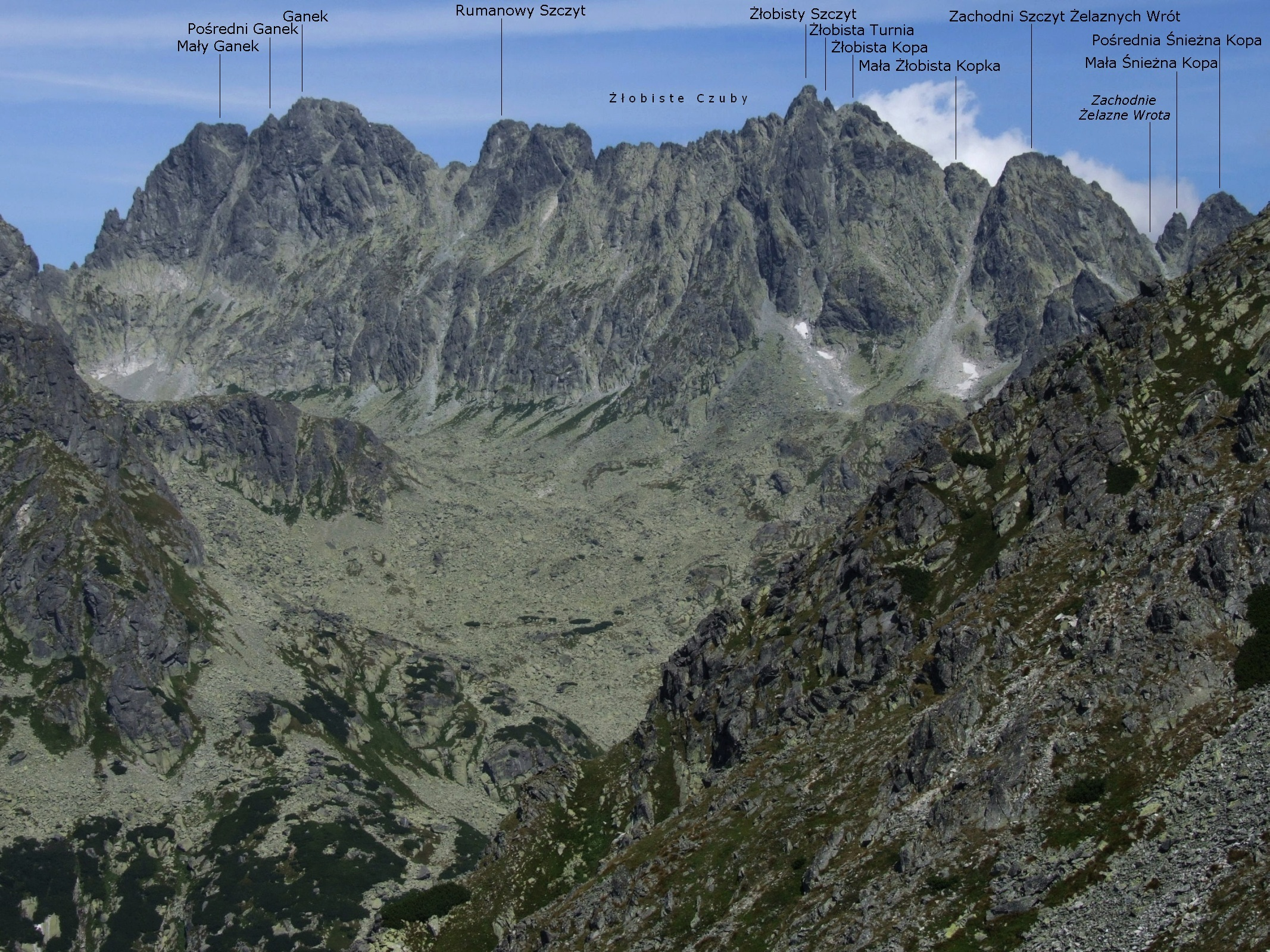
Wschodnia Rumanowa Przełęcz – najniższe ze wcięć po lewej stronie zdjęcia
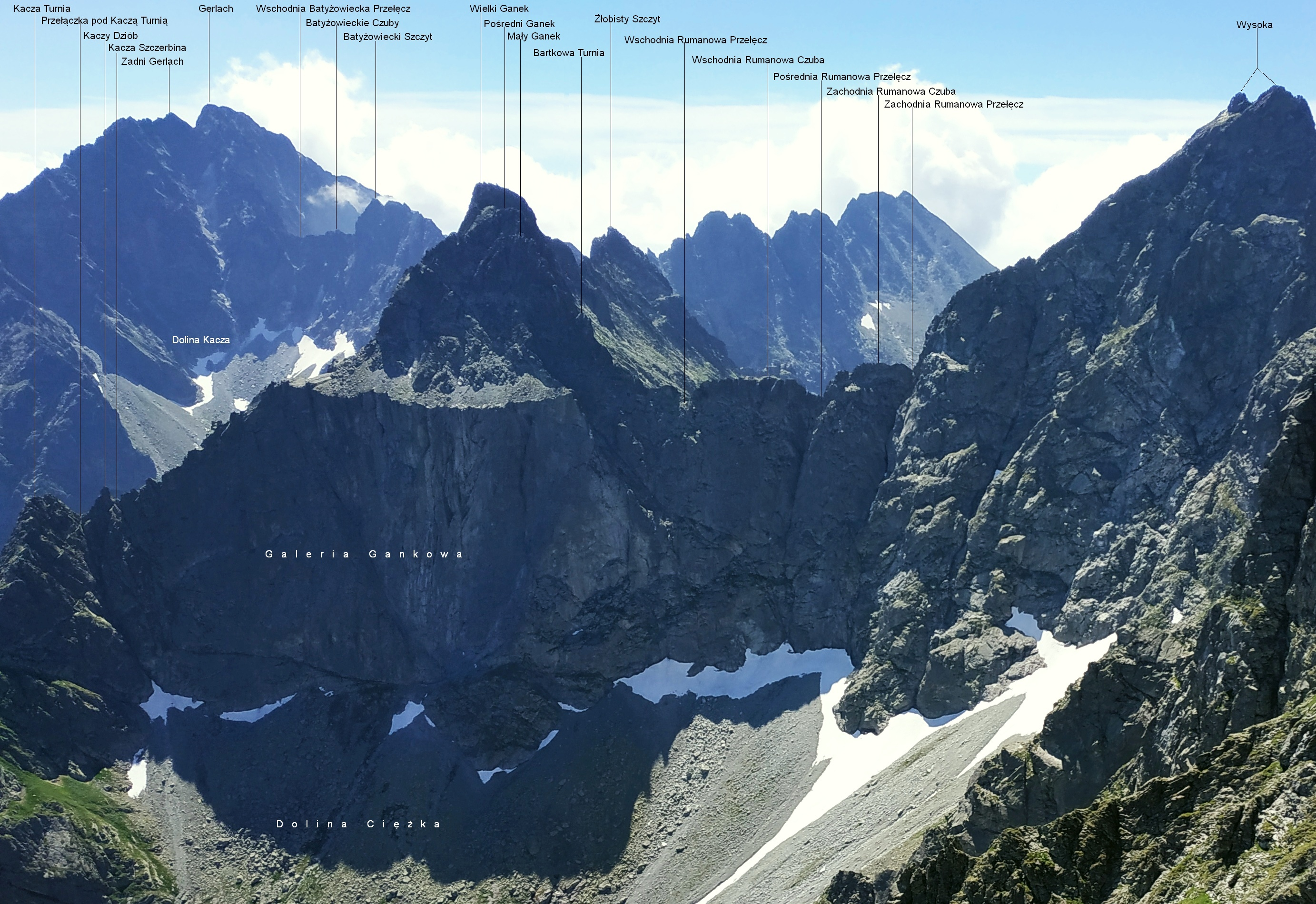
Widok z Niżnych Rysów

## Taternictwo
Na przełęcz nie prowadzi żaden znakowany szlak turystyczny, dostępna jest tylko dla taterników. Pierwsi na Zachodniej Rumanowej Przełęczy byli podczas przejścia granią Ernst Dubke z przewodnikami Johannem Breuerem i Johannem Franzem seniorem 6 lipca 1904 r.
Drogi wspinaczkowe
1. Północnym kominem, z Doliny Ciężkiej; w skali tatrzańskiej V, czas przejścia 4 godz.
2. Od południa, z Doliny Rumanowej; I, 20 min[5].